# Reykjarfjörður nyrðri
Reykjarfjörður nyrðri (isl. Nördlicher Rauchfjord) ist eine Bucht in den Westfjorden von Island.
Wie der Name vermuten lässt, gibt es hier heiße Quellen, mit Temperaturen bis zu 64 °C. Das Freibad dort ist 1938 mit einem 20 m Becken gebaut worden. 1988 wurde es erneuert. Der Fjord ist 5,5 km wreit reicht aber weniger als 3,5 km ins Land, hat also eher die Form einer Bucht. Das Schmelzwasser vom nordöstlichen Drangajökull fließt als Reykjarfjarðarós durch das Gebiet und mündet in den Fjord, der der östlichste von Hornstrandir ist. Eine Erwerbsquelle im Fjord war Treibholz, jedoch sind seit 1959 die Häuser im Tal des Fjordes verlassen und werden jetzt nur noch im Sommer bewohnt. In das Gebiet führt keine Piste oder Straße. Der Ófeigsfjarðarvegur (Piste F649) endet etwa 25 km Luftlinie südlich an der Fußgängerbrücke beim Hvalárfoss.
Dieser Reykjarfjörður trägt seinen Beinamen nyrðri zur Unterscheidung vom Reykjarfjörður á Ströndum. Ein weiterer Fjord Reykjarfjörður liegt im Arnarfjörður.